# 13180 Fourcroy
13180 Fourcroy (1996 HV19) là một tiểu hành tinh vành đai chính được phát hiện ngày 18 tháng 4 năm 1996 bởi E. W. Elst ở Đài thiên văn Nam Âu.